# 日本赤十字社愛知医療センター名古屋第一病院

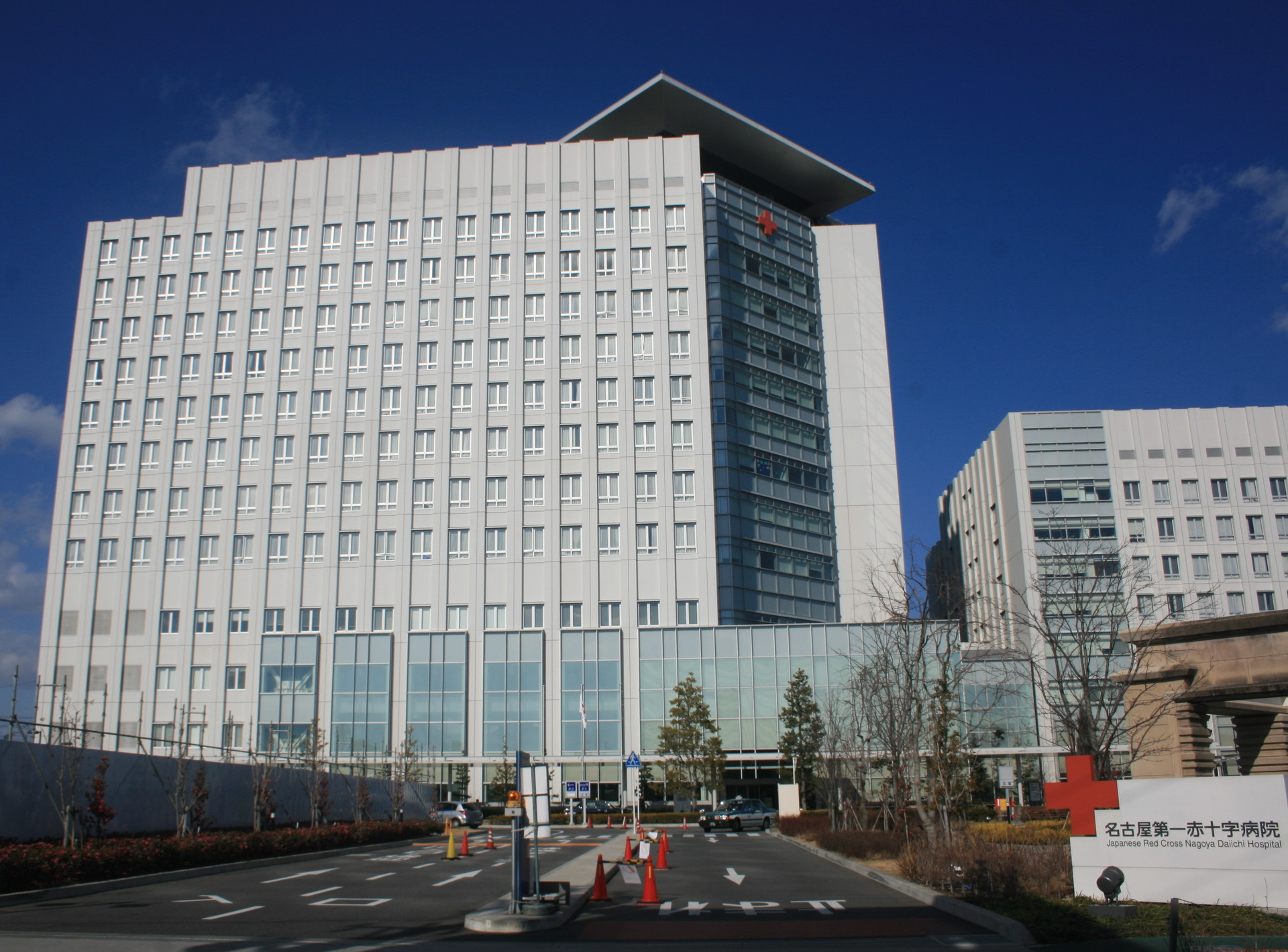
2009年（平成21年）1月6日にオープンした13階の新西棟と正面入口

日本赤十字社愛知医療センター名古屋第一病院（にほんせきじゅうじしゃあいちいりょうせんたーなごやだいいちびょういん）は、愛知県名古屋市中村区道下町にある医療機関。

## 概要
日本赤十字社愛知県支部が運営する病院。名古屋市には昭和区に日本赤十字社愛知医療センター名古屋第二病院（八事日赤）が存在するため地元では中村日赤（なかむらにっせき）と呼ばれ、隣接する地下鉄の駅名も中村日赤駅となっている。
施設老朽化のため2004年（平成16年）4月から工事を行い、2009年（平成21年）に新病棟がオープンし、2010年（平成22年）に工事が完成した。
重症病床は、ICU・CCU（心疾患集中治療室）、HCU、NICUなどを備える。

## 沿革
- 1923年（大正12年）1月22日：中区下笹島町八十番地に日本赤十字社愛知支部名古屋診療所を開設[3]。
- 1932年（昭和7年）7月：日本赤十字社愛知支部療院と改称[4]。
- 1937年（昭和12年）4月：日本赤十字社愛知支部名古屋病院として開設[4]。これに伴い、昭和12年4月付で日本赤十字社愛知支部療院を廃院。
- 1937年（昭和12年）12月：名古屋陸軍病院として戦傷病者を収容[2]（昭和13年7月解除）。
- 1939年（昭和14年）1月：名古屋陸軍病院として戦傷病者を収容[2]（昭和16年5月解除）。
- 1944年（昭和19年）9月：横須賀海軍病院として戦傷病者を収容[2]（昭和20年12月解除）。
- 1945年（昭和20年）8月：名古屋赤十字病院と改称[5]。
- 1954年（昭和29年）3月：名古屋第一赤十字病院に改称[2]。
- 1957年（昭和32年）7月：総合病院の承認を受ける[2]。
- 1974年（昭和49年）：病院奉仕団が発足する[新聞 1]。
- 1996年（平成8年）11月：災害拠点病院（地域災害拠点病院）に指定される[2]。
- 2006年（平成18年）9月29日：地域医療支援病院の承認を受ける[要出典]。
- 2009年（平成21年）1月6日：新西棟がオープン。外来診察はじめ全ての業務が移転[要出典]。
- 2021年（令和3年）7月1日：同市内に所在する名古屋第二赤十字病院とともに一体の「日本赤十字社愛知医療センター」として運営することを目指しており、一環として「日本赤十字社愛知医療センター名古屋第一病院」の名称に変更された[6][7]。

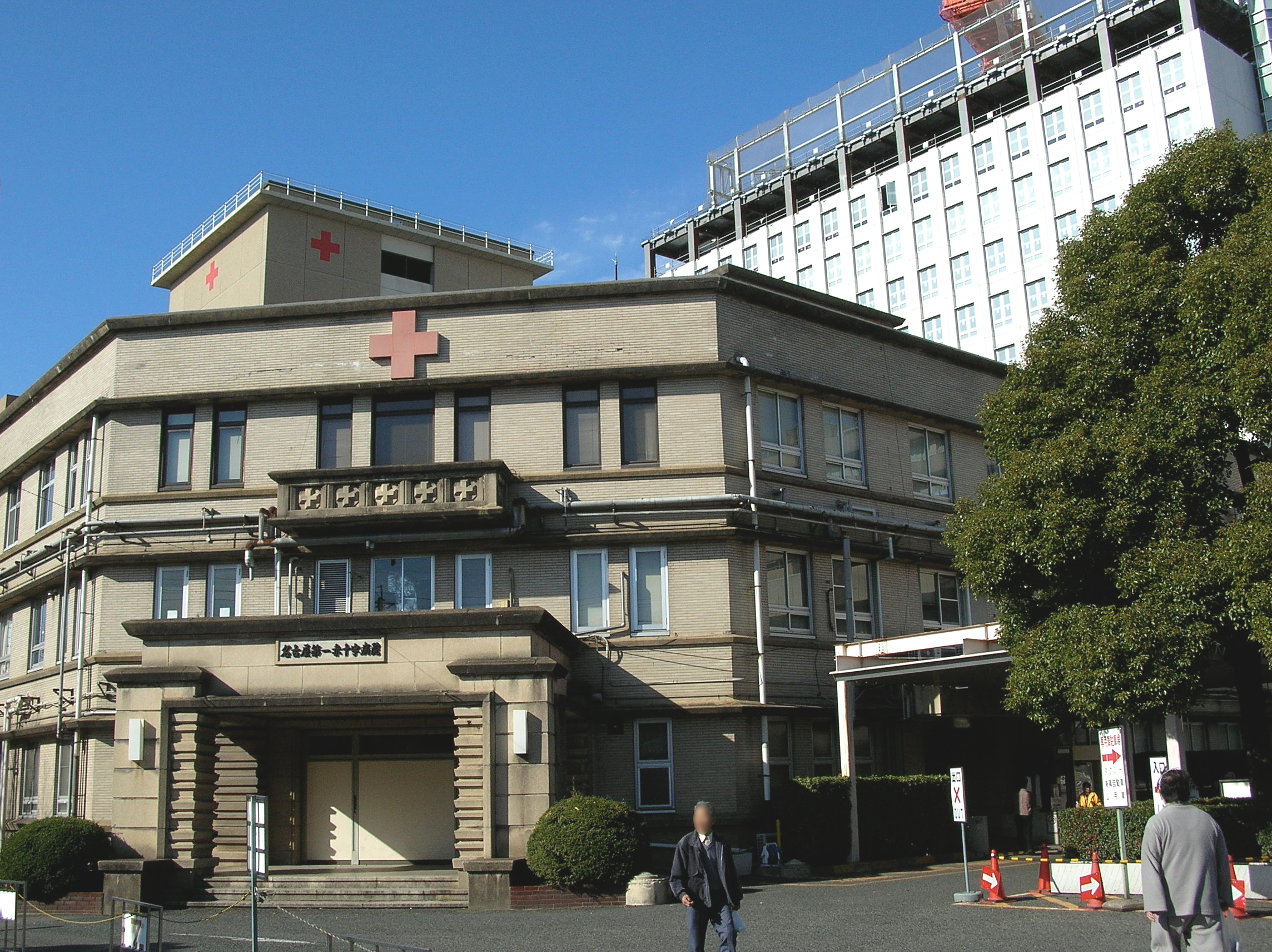
旧本館正面。
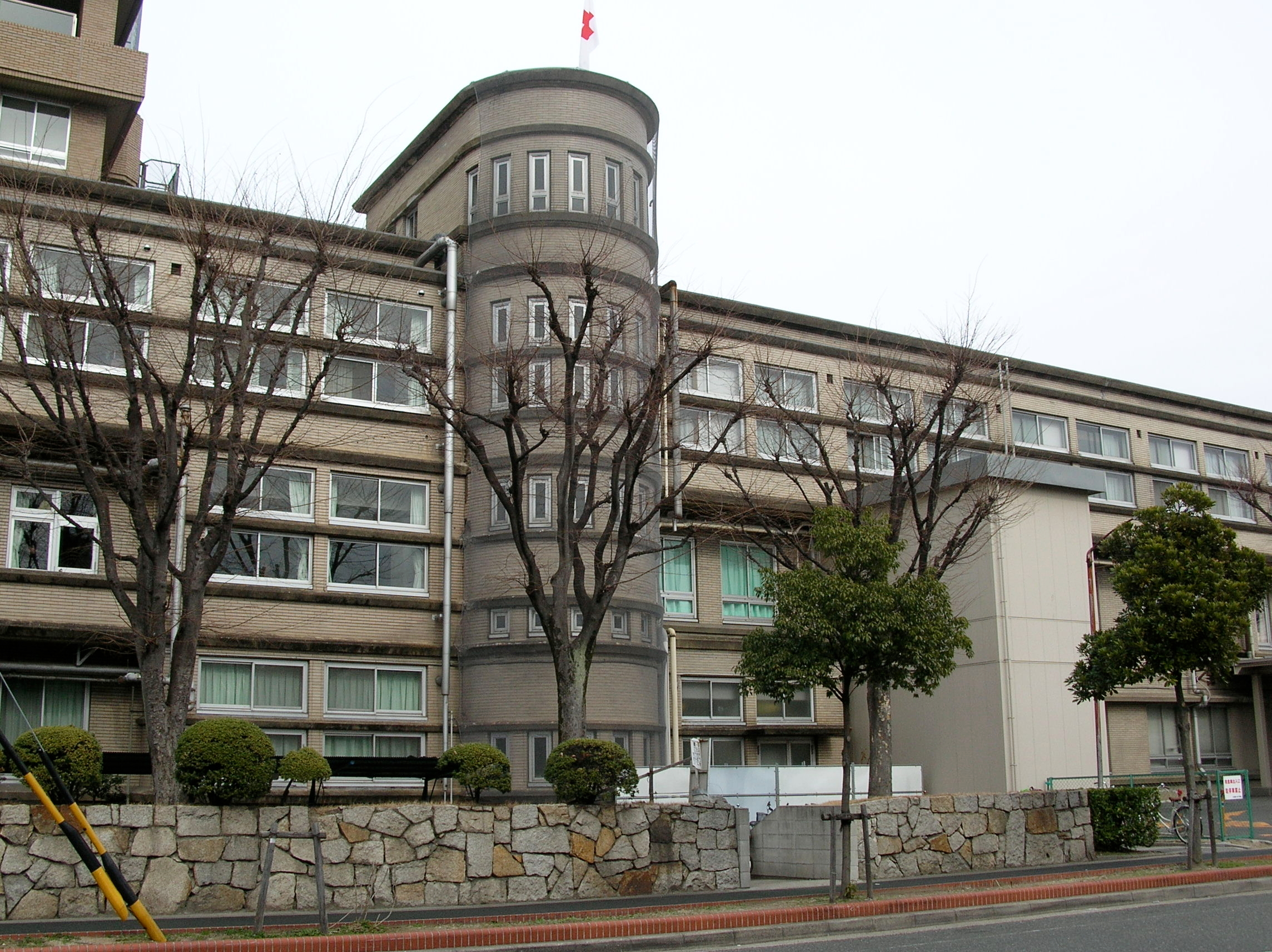
旧本館側面側（1937年竣工）。
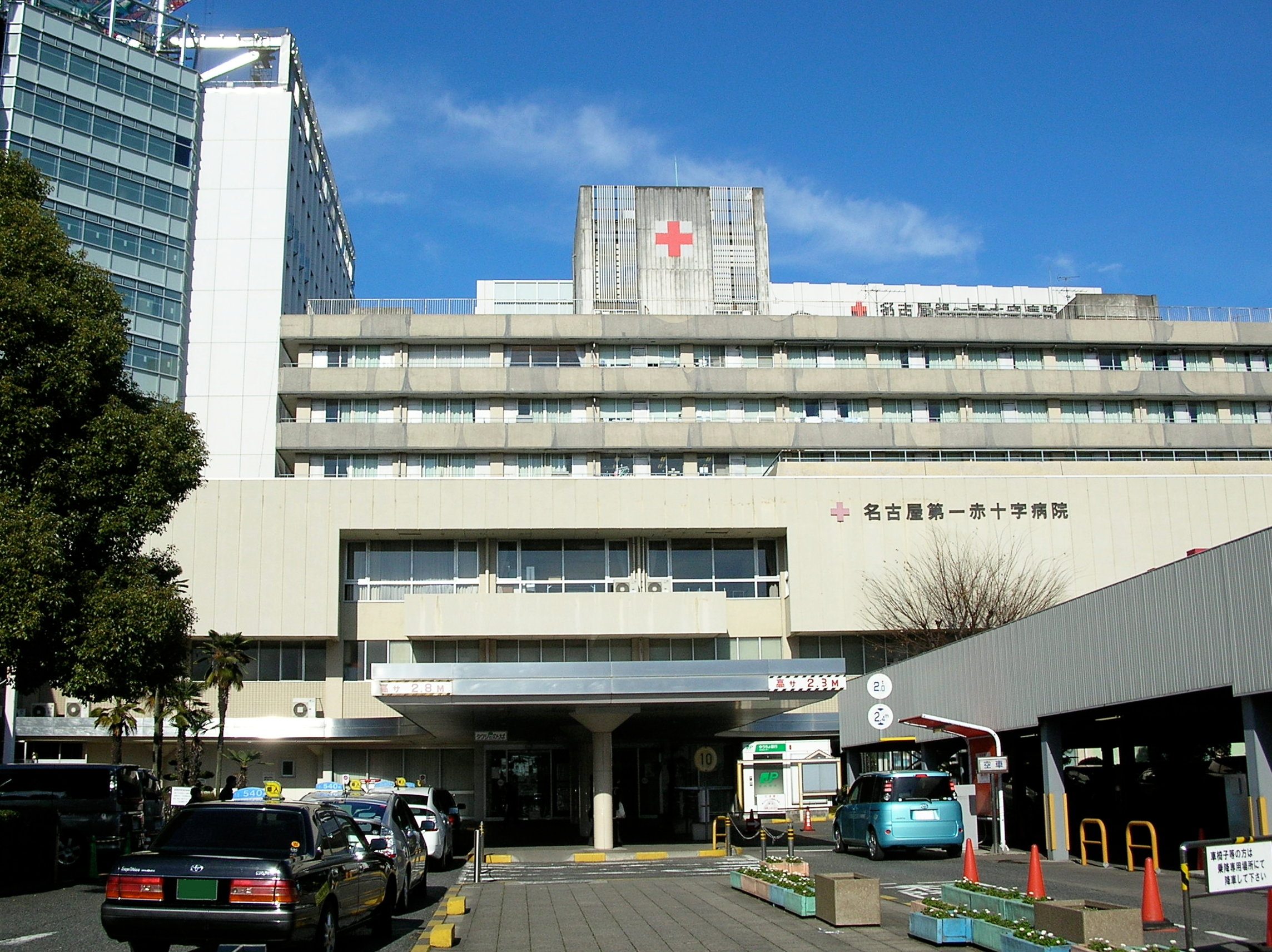
第5病棟（1970年竣工）。
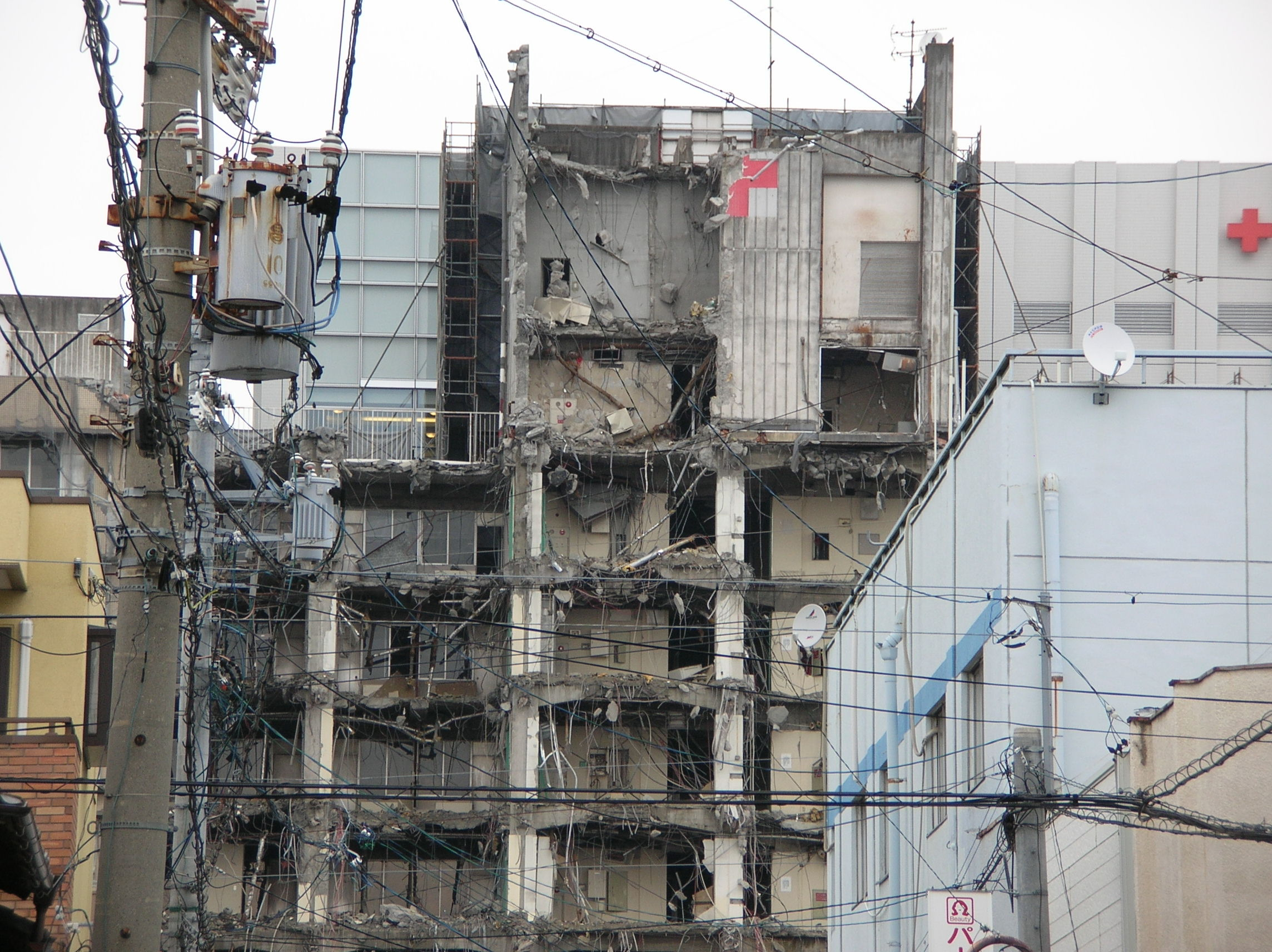
解体中の第5病棟（2009年）。
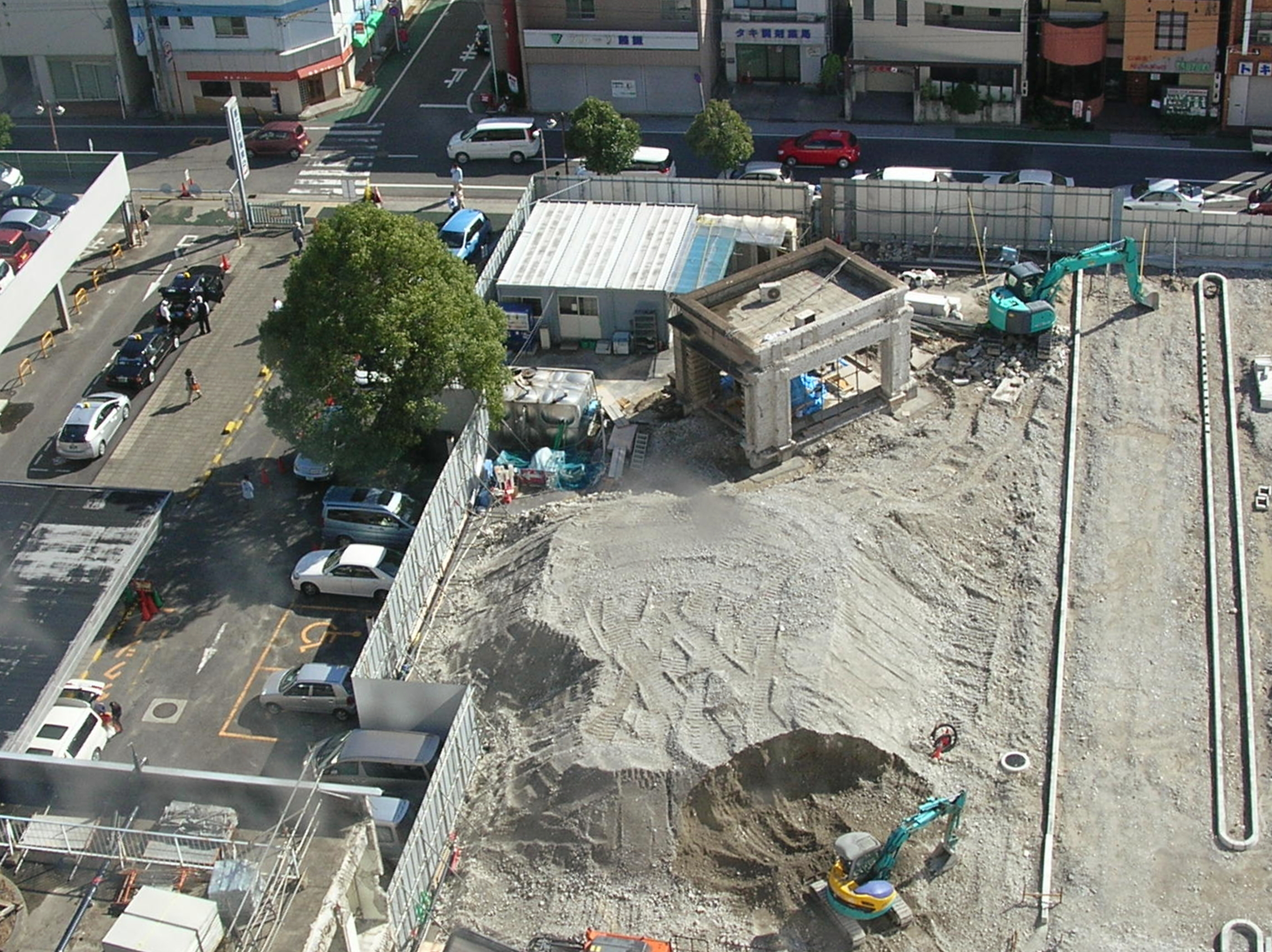
旧本館はエントランスがモニュメントとして残された。

## 診療科

### 一覧
- 内科[1]
- 血液内科[1]
- 内分泌内科[1]
- 腎臓内科[1]
- 神経内科[1]
- 脳卒中科
- 循環器内科[1]
- 呼吸器内科[1]
- 消化器内科[1]
- 小児科[1]
- 外科
- 消化器外科[1]
- 乳腺・内分泌外科[1]
- 血管外科[1]
- 心臓血管外科[1]
- 呼吸器外科[1]
- 小児外科[1]
- 形成外科[1]
- 整形外科[1]
- 脳神経外科[1]
- 皮膚科[1]
- 泌尿器科[1]
- 女性泌尿器科[1]
- 産婦人科[1]
- 眼科[1]
- 耳鼻咽喉科[1]
- 麻酔科[1]
- 緩和ケア科
- リハビリテーション科[1]
- 放射線科[1]
- 歯科[1]
- 歯科・口腔外科[1]
- 病理診断科[1]
- 救急科[1]
- 臨床検査科[1]
- 化学療法内科[1]

### 診療協働部門
- 看護部
- 薬剤部

## 医療機関の指定等
- 労働者災害補償保険法指定医療機関（昭和24年4月1日）
- 健康保険指定医療機関（昭和26年4月17日）
- 国民健康保険療養取扱指定病院（昭和26年4月17日）
- 結核予防法指定医療機関（昭和26年10月1日）
- 生活保護法指定医療機関（昭和26年10月1日）
- 身体障害者福祉法更生指定医療機関（昭和27年6月23日）
- 戦傷病者戦没者遺族等援護法更生指定医療機関（昭和27年8月1日）
- 児童福祉法による育成医療、療育医療指定病院（昭和33年10月10日）
- 原子爆弾被爆者に対する援護に関する法律に基づく指定医療機関（昭和36年1月20日）
- 小児特定疾患及び特定疾患指定医療機関（昭和48年7月1日）
- 公害医療機関（昭和48年10月1日）
- 労働者災害補償保険法に基づくアフターケア指定医療機関（昭和63年7月5日）
- 総務庁傷病恩給検診指定医療機関
- 優生保護法指定医療機関
- 総合周産期母子医療センター（平成10年7月1日）
- 救命救急センター指定（平成15年5月1日）
- 地域医療支援病院（平成18年9月29日）
- 地域災害医療センター（平成8年11月26日）
- 地域がん診療連携拠点病院（平成20年2月8日）
- エイズ治療拠点病院（7環第141号）（平成7年5月9日）
- 災害医療活動拠点病院（名古屋市）（平成9年7月10日）
- DPC対象病院（平成18年7月1日）
- 保険医療機関指定（更新）（平成17年6月12日）
- 日本医療機能評価機構（一般病院種別B）認定第153号（平成12年1月24日）
- 日本医療機能評価機構（一般病院）認定第GB153-2号（平成17年1月24日）
- 障害者自立支援法指定自立支援医療機関（平成18年4月1日）
- 肝疾患専門指定医療機関
- 愛知DMAT指定医療機関

## 病院ボランティア
1974年（昭和49年）に病院奉仕団として発足メンバーが曜日ごとに、入院患者の案内や、図書室の本の整理、車椅子の清掃、事務作業などの活動を行っている。。

## 交通
- 名古屋市営地下鉄東山線 中村日赤駅下車、徒歩ですぐ。
- 名古屋市営バス（市バス）「中村日赤病院」停留所下車、徒歩ですぐ（ただし、平日・土曜1日1往復のみ）。
- 当院とあま市のあま市民病院とを結ぶ巡回バスも運行されている[8]。

## 新聞
1. 1 2 3  “病院で奉仕意欲衰えず” (日本語). 中日新聞. (2019年9月20日)